# Karl Friedrich Frisch
Karl Friedrich Frisch (* 3. Februar 1808 in Demmin; † 27. Mai 1874 in Stockholm) war ein deutsch-schwedischer Geograph und Übersetzer.

## Leben
Karl Friedrich Frisch besuchte das Gymnasium in Demmin und studierte ab 1827 an der Universität Greifswald Theologie. Ab 1830 arbeitete er kurze Zeit als Hauslehrer, bevor er 1833 nach Stockholm ging. Dort arbeitete er am deutschen Nationallyzeum zunächst als Lehrer, später als Subrektor und ab 1851 als Konrektor. 1855 wurde er in Greifswald zum Licentiat der Philosophie promoviert.
Er unternahm während der Schulferien ausgedehnte Reisen durch Schweden, Norwegen und Dänemark und wandte sich nach seiner Pensionierung ganz seinen geographischen und literarischen Interessen zu. Frisch veröffentlichte zahlreiche Aufsätze und Schriften zur Geographie Skandinaviens in verschiedenen deutschen Zeitschriften, wie Petermanns Geographischen Mitteilungen. Als seine wichtigste Arbeit gilt die Beschreibung der drei durch ihn bereisten skandinavischen Länder in der 7. Auflage des Handbuchs der Geographie und Statistik (1862) von Stein und Hörschelmann. Durch seine Mitarbeit an Griebens Reisebibliothek erreichte er in weiten Kreisen Bekanntheit. Für den Gothaischen Hofkalender, Meyers Konversations-Lexikon und das Brockhaus Konversationslexikon war er als geographischer Mitarbeiter tätig.
Durch seine Übersetzungen, unter anderem von Emilie Flygare-Carlén, Anders Magnus Strinnholm und Georg Swederus, erwarb er sich große Verdienste um die Verbreitung schwedischer Literatur in Deutschland.
Seit 1835 war er mit Carolina Josefina Teresia Hellgren verheiratet.